# Malcom Moyano
Malcom Moyano González (San Vicente de Tagua Tagua, Chile, 29 de enero de 1970) es un destacado exfutbolista chileno. Formó parte durante su carrera profesional de numerosos clubes chilenos. 

## Trayectoria
Fue formado en la fructífera cantera de Colo-Colo donde estuvo desde los años 1982 hasta 1986, integrando las Fuerzas básicas del Cacique. Durante 1987 fue promovido al primer equipo sin embargo no logra jugar ningun partido ese año. 
Es enviado a préstamo en 1988 a Deportes Colchagua haciendo su debut como profesional en la Segunda División de Chile volviendo a Colo-Colo en 1990.
En el cacique pese a no ser titular indiscutido se las arregla para figurar en la definición del torneo y la Copa Chile, 3 partidos y 4 goles en total, en liga lograria disputar 7 encuentros del torneo nacional, marcando 1 gol. En el partido contra Universidad Católica tras pivoteo del arquero Daniel Morón remata al arco y el balón da casualmente en la mano de Rubén Martínez, quien decreta el empate de Colo-Colo, colocando al albo por sobre la franja en la tabla de posiciones de la Primera División de Chile 1990.
Al no encontrar lugar en el equipo popular para la temporada 1991 emigra a O'Higgins de Rancagua como parte del traspaso de Gabriel Mendoza a Colo-Colo. En el club celeste cumple sus mejores campañas y permaneció ahí hasta 1994. Durante su estadía formó duplas inolvidables con Jaime Riveros, Guillermo Carreño, Carlos Gustavo De Luca, entre otros. En su paso por el club celeste anotó 40 conquistas y se sitúa en el décimo quinto lugar en la tabla de goleadores históricos.
Posteriormente formó parte de los planteles de Huachipato, Palestino, Deportes La Serena, Deportes Temuco y Rangers de Talca, casi siempre como el goleador del equipo, siendo incluso considerado con el apodo de Malcom X, donde la X representaba la gran cantidad de goles que convertía por año.
Tras su retirada se ha desempeñado como contador auditor en las tareas de asesoría tributaria, planificación tributaria y como analista financiero y contable.

## Clubes
| Club                          | País  | Año       |
| ----------------------------- | ----- | --------- |
| Colo-Colo                     | Chile | 1987-1990 |
| → Deportes Colchagua (cedido) | Chile | 1988-1989 |
| O'Higgins                     | Chile | 1991-1994 |
| Huachipato                    | Chile | 1995      |
| Palestino                     | Chile | 1996      |
| Deportes La Serena            | Chile | 1997      |
| Deportes Temuco               | Chile | 1998      |
| Rangers                       | Chile | 1999-2000 |

## Palmarés

### Campeonatos nacionales
| Título           | Club      | País  | Año  |
| ---------------- | --------- | ----- | ---- |
| Primera División | Colo-Colo | Chile | 1990 |
| Copa Chile       | Colo-Colo | Chile | 1990 |

## Vida Privada
Tiene Familiares que también fueron y son Futbolistas profesionales, tales como Matias Villablanca, Mauro Donoso y Iván Ahumada.